# L.B. Hanna

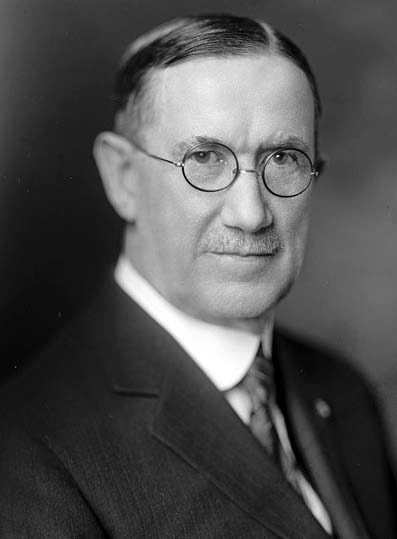
Louis Benjamin Hanna.

Louis Benjamin Hanna, född 9 augusti 1861 i New Brighton, Pennsylvania, död 23 april 1948 i Fargo, North Dakota, var en amerikansk republikansk politiker. Han var ledamot av USA:s representanthus 1909–1913 och den elfte guvernören i delstaten North Dakota 1913–1917.
Hanna flyttade 1881 till Dakotaterritoriet och var verksam inom timmerbranschen och handeln. Han gjorde senare karriär inom banksektorn i Fargo.
Hanna blev invald i USA:s representanthus i kongressvalet 1908 med omval 1910. Han efterträdde 1913 John Burke som guvernör och efterträddes 1917 av Lynn Frazier. På USA:s självständighetsdag den 4 juli 1914 avtäckte han Lincolnstatyn av den norskamerikanska skulptören Paul Fjelde i Frognerparken i Kristiania. Kung Håkon VII dekorerade Hanna senare med Sankt Olavs Orden.
Kongregationalisten och frimuraren Hanna gravsattes på Riverside Cemetery i Fargo.